# Louis Filler
Louis Filler (n. 27 august 1911 – d. 22 decembrie 1998) a fost un profesor și savant în domeniul educației american.

## Biografie
S-a născut în târgul Dubăsari din ținutul Tiraspol, gubernia Herson, Imperiul Rus (actualmente în Transnistria, Republica Moldova), într-o familie evreiască. Familia a emigrat în Statele Unite în 1914. A crescut la Philadelphia, unde a urmat liceul central. A obținut diploma de licență la Universitatea Temple în 1934, iar masteratul (1941) și doctoratul (1943) de la Universitatea Columbia.
A lucrat ca istoric pentru Consiliul American al Societăților Învățate din 1942 până în 1944 și apoi ca istoric de cercetare pentru intendentul general din Washington, DC din 1944 până în 1946. A predat la Antioch College din Yellow Springs, Ohio, mai întâi ca profesor de Civilizație americană din 1953 până în 1976 și apoi ca profesor universitar distins de cultură și societate americană, începând din 1976.
Lucrările sale științifice s-au concentrat pe jurnaliștii progresivi ai anilor 1920 (Muckrakers), aboliționism și alte mișcări de reformă. De asemenea, a editat antologii și alte lucrări științifice.
A fost profesor Fulbright la Universitatea din Bristol (Anglia), pentru anul universitar 1950-1951 și la Universitatea din Erlangen (Germania) pentru anul universitar 1979-1980.
A murit pe 22 decembrie 1998 la Austin, Texas.